# Okręg wyborczy Bridgwater
Okręg wyborczy Bridgwater powstał w 1295 r. i wysyłał do angielskiej, a następnie brytyjskiej, Izby Gmin dwóch deputowanych. Okręg został zlikwidowany w 1870 r. z powodu korupcji wyborczej. Przywrócono go w 1885 r., jako okręg jednomandatowy. Okręg obejmuje miasto Bridgwater w hrabstwie Somerset.

## Deputowani do brytyjskiej Izby Gmin z okręgu Bridgwater

### Deputowani w latach 1295–1660
- 1640: Edward Wyndham
- 1640: Robert Blake
- 1653: Robert Blake

### Deputowani w latach 1660–1870
- 1660–1661: Thomas Wroth
- 1660–1661: Francis Rolle
- 1661–1679: Edmund Wyndham
- 1661–1669: John Tynte
- 1669–1669: Francis Rolle
- 1669–1679: Peregrine Palmer
- 1679–1689: Halswell Tynte
- 1679–1679: Francis Rolle
- 1679–1681: Ralph Stawell
- 1681–1685: John Malet
- 1685–1695: Francis Warre, torysi
- 1689–1692: Henry Bull, torysi
- 1692–1695: Robert Balch
- 1695–1698: Nathaniel Palmer
- 1695–1699: Roger Hoar
- 1698–1701: George Crane
- 1699–1701: Francis Warre, torysi
- 1701–1701: John Gilbert
- 1701–1710: George Balch, torysi
- 1701–1708: Thomas Wroth
- 1708–1713: George Dodington, wigowie
- 1710–1715: Nathaniel Palmer, torysi
- 1713–1715: John Rolle
- 1715–1720: George Dodington, wigowie
- 1715–1727: Thomas Palmer, torysi
- 1720–1722: William Pitt
- 1722–1754: George Dodington
- 1727–1731: Halswell Tynte, torysi
- 1731–1735: Thomas Palmer, torysi
- 1735–1741: Charles Wyndham, torysi
- 1741–1747: Vere Poulett, torysi
- 1747–1753: Peregrine Poulett, torysi
- 1753–1761: Robert Balch, torysi
- 1754–1762: John Perceval, 2. hrabia Egmont
- 1761–1763: Edward Southwell
- 1762–1769: John Perceval, wicehrabia Perceval
- 1763–1768: Gabriel Hanger, 1. baron Coleraine
- 1768–1781: Benjamin Allen
- 1769–1785: Anne Poulett, torysi
- 1781–1784: John Acland
- 1784–1790: Alexander Hood
- 1785–1790: Robert Thornton
- 1790–1796: Vere Poulett
- 1790–1796: John Langston
- 1796–1806: George Pocock
- 1796–1804: Jeffreys Allen
- 1804–1806: John Hudleston
- 1806–1807: Vere Poulett
- 1806–1807: John Langston
- 1807–1832: William Thornton Astell
- 1807–1820: George Pocock
- 1820–1837: Charles Tynte, wigowie
- 1832–1835: William Tayleur, wigowie
- 1835–1837: John Temple Leader, wigowie
- 1837–1852: Henry Broadwood, Partia Konserwatywna
- 1837–1841: Philip Courtenay, Partia Konserwatywna
- 1841–1847: Thomas Forman, Partia Konserwatywna
- 1847–1865: Charles John Kemys Tynte, Partia Liberalna
- 1852–1857: Brent Follett, Partia Konserwatywna
- 1857–1870: Alexander William Kinglake, Partia Liberalna
- 1865–1866: Henry Westropp, Partia Konserwatywna
- 1866–1866: George Patton, Partia Konserwatywna
- 1866–1870: Philip Vanderbyl, Partia Liberalna

### Deputowani po 1885
- 1885–1906: Edward Stanley, Partia Konserwatywna
- 1906–1910: Henry Montgomery, Partia Liberalna
- 1910–1923: Robert Sanders, Partia Konserwatywna
- 1923–1924: William Morse, Partia Liberalna
- 1924–1929: Brooks Wood, Partia Konserwatywna
- 1929–1938: Reginald Croom-Johnson, Partia Konserwatywna
- 1938–1950: Vernon Bartlett, niezależni
- 1950–1969: Gerald Wills, Partia Konserwatywna
- 1970–2001: Tom King, Partia Konserwatywna
- 2001–: Ian Liddell-Grainger, Partia Konserwatywna